# Notte di bivacco
Notte di bivacco (Cheyenne) è un film del 1947 diretto da Raoul Walsh. Il film fu redistribuito anche con il titolo The Wyoming Kid.
È un film western statunitense con Dennis Morgan, Jane Wyman e Janis Paige.

## Trama
Nel 1867, nel selvaggio territorio del Wyoming, la città di Laramie è scossa da una serie di audaci rapine ai danni delle diligenze della compagnia Wells Fargo. Webb Yancey, agente della compagnia, decide di reclutare James Wylie, un affascinante giocatore d’azzardo dal passato turbolento, per catturare il responsabile degli attacchi: un misterioso fuorilegge noto come "Il Poeta". In cambio, Yancey promette a James la cancellazione delle accuse pendenti contro di lui in Nevada e una cospicua ricompensa. Durante il viaggio verso Cheyenne, dove si mormora che il Poeta stia radunando una banda, James condivide la diligenza con due donne: Emily Carson, una vivace cantante, e Ann Kincaid, dal passato enigmatico. Prima dell’arrivo, la diligenza viene assalita da Sundance Kid e i suoi uomini, che trovano solo una cassa vuota contenente una poesia — firma inconfondibile del Poeta. Una volta in città, James inizia le sue indagini e segue alcuni membri della banda fino al loro rifugio. Per infiltrarsi, si finge il Poeta stesso, e sorprendentemente, Ann — già presente nel covo — sostiene la sua messinscena. Lei stessa ha motivi personali per voler smascherare il vero Poeta. Mentre James tenta di guadagnarsi la fiducia della banda, ignora che il vero Poeta è Ed Landers, un insospettabile dipendente della Wells Fargo e marito proprio di Ann. Intrighi, sospetti e doppi giochi si susseguono mentre James si avvicina sempre di più alla verità. Tra inseguimenti, sparatorie e alleanze fragili, il confine tra giusto e sbagliato si fa sempre più sottile. Quando la banda compie un altro tentativo di rapina, la tensione esplode e James comincia a intuire che nulla è come sembra — né la sua missione, né le persone di cui si sta circondando e la caccia al Poeta si rivelerà anche un viaggio dentro sé stesso.

## Produzione
Il film, diretto da Raoul Walsh su una sceneggiatura di Alan Le May e Thames Williamson con il soggetto di Paul Wellman, fu prodotto da Robert Buckner per la Warner Bros. e girato nei Warner Brothers Burbank Studios a Burbank in California e a Sedona in Arizona.

## Colonna sonora
- Oh! Susanna - musica di Stephen Foster, suonata in apertura
- Buffalo Gals (Won't You Come Out Tonight) - scritta da William Cool White, suonata durante la partita di poker all'inizio
- Going Back to Old Cheyenne - musica di Max Steiner, parole di Ted Koehler, cantata da Janis Paige
- I'm So in Love - musica di M.K. Jerome, parole di Ted Koehler, cantata da Janis Paige

## Distribuzione
Il film fu distribuito con il titolo Cheyenne negli Stati Uniti dal 6 giugno 1947 al cinema dalla Warner Bros.
Altre distribuzioni:
- in Finlandia il 5 dicembre 1947 (Cheyenne e Postinryöstäjät)
- in Svezia l'8 dicembre 1947 (De trotsade lagen)
- in Danimarca il 24 settembre 1948 (Cheyenne)
- in Portogallo il 16 novembre 1948 (Feras Sangrentas)
- in Giappone il 1º marzo 1949
- in Austria il 15 settembre 1950 (Cheyenne)
- in Germania Ovest il 3 ottobre 1964 (Wyoming Express e Schmutzige Dollars)
- in Francia (Cheyenne e Wyoming Kid)
- in Brasile (Covil do Diabo)
- in Grecia (O orkos tis ekdikiseos)
- in Italia (Notte di bivacco)

## Critica
Secondo il Morandini il film è un "western minore" che si rivelerebbe modesto ma che tuttavia risulterebbe gradevole grazie alla capacità del regista "di suggerire il senso dello spazio, pur ricorrendo a poche scene in esterni".

## Promozione
La tagline è: "LOVE AND ACTION RIDE HAND-IN-HAND! (original print ad - all caps)".